# Дейл Кровер
Дейл Кровер (англ. Dale Crover); нар. 23 жовтня 1967) — американський рок-барабанщик. Кровер відомий як барабанщик гуртів Melvins, Men of Porn, Shrinebuilder і протягом нетривалого часу, як барабанщик гурту Nirvana. Він також є гітаристом і вокалістом Altamont.